# Politeizm

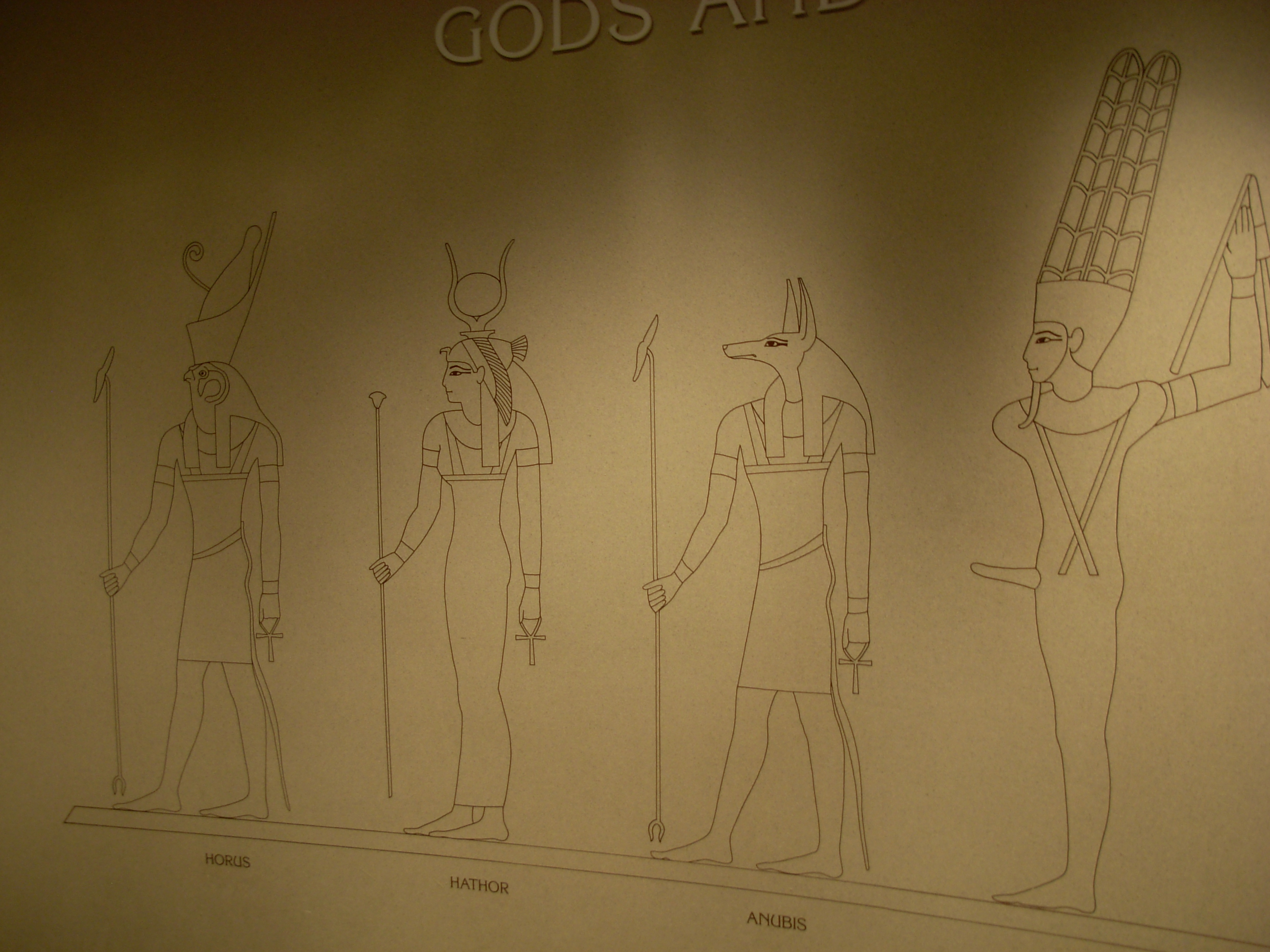
Bogowie starożytnego Egiptu w Carnegie Museum of Natural History

Politeizm (z stgr. πολύς polys – „liczny” + θεός theos – „bóg”), wielobóstwo – wiara w istnienie wielu bóstw (np. religia Słowian, religia starożytnej Grecji, starożytnego Rzymu, starożytnego Egiptu, wierzenia Azteków, shintō, niektóre odłamy hinduizmu). Według judaizmu, chrześcijaństwa i islamu, wielobóstwo (szirk) jest ciężkim grzechem; w podobnym tonie wypowiada się również Biblia.
W religiach politeistycznych bogowie mają zdefiniowane osobowości i sfery, którymi się zajmują (np. bóstwa uraniczne, telluryczne). Tak na przykład w starożytnej Grecji Posejdon był bogiem morza, a Afrodyta – boginią miłości. Politeistyczne bóstwa mogą w mitach rodzić się, zakochiwać, walczyć między sobą. Zazwyczaj nie są wszechwiedzące ani wszechmogące, choć są o wiele bardziej potężne od ludzi i nieśmiertelne.
Cechą większości religii politeistycznych jest występowanie panteonów, czyli hierarchii bóstw. Bogów w obrębie panteonu łączą zazwyczaj więzi pokrewieństwa czy też małżeństwa. Liczba bogów w panteonie może symbolizować kompletność (np. liczba 12 w kulturze europejskiej ze względu na dwunastu bogów w panteonie olimpijskim). Politeiści posiadają również mitologie – historie opisujące czyny bogów i przy okazji wyjaśniające naturę świata lub przekazujące prawdy psychologiczne.
Z punktu widzenia islamu i judaizmu, również niektóre odłamy chrześcijaństwa stanowią religie politeistyczne, ze względu na kult Trójcy Świętej.